# 白川晴一
白川 晴一（しらかわ せいいち、1902年 - 1952年7月28日）は、昭和時代の労働運動家。日本共産党中央委員。

## 経歴
愛媛県温泉郡和気村（現松山市）生まれ。愛媛県立松山中学校（現愛媛県立松山東高校）在学時に重松鶴之助（画家）、伊丹万作（映画監督）、伊藤大輔（映画監督）、中村草田男（俳人）らと同人雑誌『楽天』を発行。5年生のとき中退し、重松と京都・東京を放浪後、東京の感化院で働く。1923年の関東大震災直前に結核のため帰郷、左翼運動に関わる。回復後に再び上京するが、1926年に画業に行き詰った伊丹を援けるため、重松と3人で松山市三番町におでん屋・瓢太郎を開業。この時期に同郷の岩田義道と出会い、その影響で労働運動の世界に入る。労農党愛媛県連書記、1927年上京して労農党本部書記、1928年から雑誌『政治批判』の編集に携わる。1931年重松とともに日本共産党に入党、神奈川地方オルグ、関東地方委員会書記、東京市委員会書記などを務める。1932年9月に検挙され、治安維持法違反で懲役刑を受け、1938年出獄。翌年から敗戦まで久保寅吉、途中から渡辺四郎と3人で夜店屋などをして生計を立てる。
敗戦後の1945年10月に渡辺とともに再入党。党のオルグとなり、「ストライキマンの典型」といわれた。東京都委員会の再建に参加し、東京都委員長、関東地方委員会議長などを歴任。1947年12月の第6回党大会で中央委員、1950年1月の第18回拡大中央委員会総会で金天海に代わり政治局員、教育宣伝部長。同年6月6日GHQにより日共中央委員24人全員の公職追放令が出される。「五〇年問題」では所感派に属したが、志田重男からは疎外された。結核の悪化で清瀬の病院に入院、50歳の若さで亡くなった。

## 関連文献
- 黒木利克『生活保護――最近の二大攻撃と其の分析』（中央法規出版［中央法規文庫］、1955年）
- 敷村寛治『風の碑――白川晴一とその友人たち』（光陽出版社、2004年）